# Tragédie (groupe)
Pour les articles homonymes, voir Tragédie (homonymie).
Tragédie est un groupe de RnB et de hip-hop français, originaire de Nantes, en Loire-Atlantique. Le groupe se popularise en 2003 avec le single Hey oh. Il se dissout en 2005 et se reforme une décennie plus tard en 2015 aux côtés d'Az sous le nom Tragédie 2.0.
Le groupe reprend le nom de Tragédie quand Silky Shaï quitte définitivement le groupe en 2018.

## Historique
Tragédie est un groupe formé en 1998 à Nantes, en Loire-Atlantique. Les membres pratiquent ensemble le chant de rue et s'approprient les a cappella du RnB américain. C'est pour eux une période difficile et c'est d'ailleurs ce qui les incite à nommer leur groupe Tragédie[réf. nécessaire]. Repérés par le producteur nantais « General » Hannibal, ils font leurs premiers pas en studio dans le projet 44e régiment avant de travailler avec DJ Dem's, Don Bamboo et DJ Tosca. Là, ils enchaînent les dates dans les discothèques nantaises lors des soirées "Hot vibes" de DJ Dem's, tout en travaillant avec ce dernier sur ce qui deviendra leur premier album. C'est lors d'une de ces soirées qu'ils sont repérés par Warner à Ancenis. Ils tournent à l'époque avec une pré-version du futur single Hey oh, mixée par DJ Dem's sur un sample du morceau Family Affair de Mary J.Blige.
En 2003, le groupe publie le single à succès Hey oh, vendu entre 500 000 et 700 000 exemplaires et certifié disque de platine,. Ce single, qui atteint la première place des classements français, leur permet de signer un contrat chez Up Music (un label du groupe Warner). Tragédie signe alors l'album homonyme Tragédie. Au début de 2004, ils publient le single Sexy pour moi. En octobre 2004 sort leur second opus À fleur 2 peau.
Fin 2005, le groupe se sépare pour divergences artistiques et Tizy Bone sort un premier album solo sous le pseudo d'Y-Zit. Son single Ola sort en 2006.
En mai 2015, c'est sous le nom de Tragédie 2.0 que les deux chanteurs ont évoqué leur retour sur les réseaux sociaux en ouvrant un compte Twitter et Facebook. Le jeudi 2 juillet 2015, le groupe est invité dans l'émission Touche pas à mon poste ! et annonce qu'il a évolué. Il s'appelle maintenant Tragédie 3.0 : Tizy Bone et Silky Shaï qui sont désormais Yzit et Shaï, annoncent l'arrivée d'un nouveau membre, Hazdine Souiri, surnommé Az. Leur nouveau single intitulé Oui Ou Non, sort le 10 juillet 2015. En juin 2016, le groupe publie le single Hello. Le 14 février 2017, la vidéo promotionnelle Coma, est dévoilée. Le trio se rebaptise la même année T30.
Le 5 juin 2018, ils publient le single JTND (Jamais Tu N'aurais Dû).La même année Silky Shaï quitte Tizy Bone et Az qui reprendront le nom originel de Tragédie.
Le 19 juillet 2019, le groupe sort un nouveau single intitulé Mr Love. En septembre, le groupe annonce la sortie d'un nouvel album intitulé Que du Love, publié le 13 mars 2020.

## Discographie

### Singles
- 2003 : Hey oh
- 2004 : Sexy pour moi
- 2004 : Éternellement
- 2004 : Je reste ghetto (featuring Reed the Weed)
- 2004 : Gentleman
- 2005 : Bye Bye (featuring Calvin Scott)
- 2005 : L'art du corps et du cœur
- 2005 : Merci
- 2010 : Ce n'est pas moi que t'as choisi
- 2015 : Oui ou non
- 2015 : Mi Amor
- 2016 : Hello
- 2017 : Coma
- 2018 : JTND (Jamais tu n'aurais dû)
- 2019 : Mr Love
- 2019 : Bandit
- 2024 : Bonita

### Participations
- 2004 : Amade - Chanter qu'on les aime (par Corneille, Florent Pagny, Natasha St Pier, Nolwenn Leroy, Yannick Noah, Jenifer, Chimène Badi, Diane Tell, Calogero, Bénabar, Tété, Diam's, Anthony Kavanagh, Nadiya, Tragédie, Willy Denzey, Matt Houston, Lokua Kanza, M. Pokora et Singuila)
- 2005 : Protection Rapproche - Protege-Toi (par Amine, Willy Denzey, Billy Crawford, Humphrey, Tragédie, Blacko, Sweety, Emma Daumas, Louka Kanza, Leslie, Thierry Cham, Singuila, Disiz, Justine, Amerie, Shola Ama, Moïz, et Kery James)